# 6871 Verlaine
För andra betydelser, se Verlaine (olika betydelser).
6871 Verlaine eller 1993 BE8 är en asteroid i huvudbältet som upptäcktes den 23 januari 1993 av den belgiske astronomen Eric W. Elst vid La Silla-observatoriet-observatoriet. Den är uppkallad efter den franske poeten Paul Verlaine.
Asteroiden har en diameter på ungefär 3 kilometer.